# Linstowinema
Linstowinema (benannt nach Otto von Linstow) ist eine Gattung der Spulwürmer mit 13 Arten. Sie sind Parasiten bei Eigentlichen Nasenbeutlern.

## Merkmale
Linstowinema hat die Merkmale der Echinonematinae. Das kolbenförmige Kopfende ist mit drei Reihen großer Haken bewaffnet und trägt Kopfpapillen. Die Mundöffnung ist ohne Lippen. Die Halsregion ist mit Dornenreihen besetzt, 14 bis 16 Haken umgeben eine Kutikula-Erweiterung im Bereich der Ösophagusregion. Der Körper ist mit zahlreichen Dornenreihen versehen, ihre Zahl nimmt Richtung Körpermitte zu und danach wieder ab. Der kurze Ösophagus ist einfach gebaut, keulenförmig und wird vom Nervenring umgeben. Die Deiriden sind konisch und liegen in Höhe der ersten Halshakenreihe. Die Spicula sind einfach und gleich, das Gubernaculum klein. Die Vulva liegt in der Körpermitte. Weibchen sind monodelphisch (unpaare Geschlechtsorgane), der Ovijektor ist nach vorn gerichtet.

## Systematik
Das Interim Register of Marine and Nonmarine Genera weist folgende Arten aus:
- Linstowinema breve Smales, 1999
- Linstowinema cinctum Linstow, 1898
- Linstowinema edmondsi (Chabaud, Seureau, Beveridge, Bain & Durette-Desset, 1980)
- Linstowinema gracile Smales, 1999
- Linstowinema inglisi (Chabaud, Seureau, Beveridge, Bain & Durette-Desset, 1980)
- Linstowinema latens Smales, 1997
- Linstowinema maplestonei Smales, 1997
- Linstowinema meridionalis (Chabaud, Seureau, Beveridge, Bain & Durette-Desset, 1980)
- Linstowinema peramelis Smales, 1997
- Linstowinema rosamondae Smales, 1999
- Linstowinema tasmaniense Smales, 1997
- Linstowinema warringtoni Smales, 1997